# Megumi Oshima
Megumi Oshima (Japans: 大島 めぐみ, Ōshima Megumi) geboren als Megumi Tanaka) (Japans: 田中 めぐみ, Tanaka Megumi) (Kumagaya, 4 september 1975) is een Japanse langeafstandsloopster, die is gespecialiseerd in de 10.000 m en de marathon.  Zij nam tweemaal deel aan de Olympische Spelen, maar veroverde bij die gelegenheden geen medailles.

## Loopbaan
In 2000 nam Oshima deel aan de Olympische Spelen van Sydney op de 5000 m, maar sneuvelde al in de voorrondes met een tijd van 15.39,83. Vier jaar later verging het haar op de Spelen van Athene beter met een dertiende plaats in de finale van de 10.000 m.
Op de wereldkampioenschappen van 2005 in Helsinki vertegenwoordigde ze Japan op de marathon en werd hier tiende in 2:26.14. Deze wedstrijd werd gewonnen door de Britse Paula Radcliffe in 2:20.57. Ze liep driemaal de marathon van Nagoya en eindigde alle keren op het podium. Haar snelste deelname was in 2005 met 2:24.25, wat ook haar persoonlijk record is.

## Persoonlijke records
Baan
| Onderdeel | Prestatie | Datum            | Plaats  |
| --------- | --------- | ---------------- | ------- |
| 5000 m    | 15.17,92  | 27 augustus 1999 | Sevilla |
| 10.000 m  | 31.34,01  | 4 juni 2004      | Tottori |

Weg
| Onderdeel      | Prestatie | Datum           | Plaats  |
| -------------- | --------- | --------------- | ------- |
| 10 km          | 31.49     | 22 juli 2001    | Londen  |
| 15 km          | 49.58     | 26 januari 2003 | Osaka   |
| 20 km          | 1:06.28   | 3 juli 2005     | Sapporo |
| halve marathon | 1:09.59   | 3 juli 2005     | Sapporo |
| 25 km          | 1:24.24   | 26 januari 2003 | Osaka   |
| 30 km          | 1:42.27   | 14 maart 2004   | Nagoya  |
| marathon       | 2:24.25   | 13 maart 2005   | Nagoya  |

## Palmares

### 5000 m
- 1998:  Aziatische kamp. - 15.55,10
- 2000: 9e in serie OS - 15.39,83

### 10.000 m
- 2003: 15e WK - 31.47,00
- 2004: 13e OS - 31.42,18

### marathon
- 2002:  marathon van Nagoya - 2:28.10
- 2003: 7e marathon van Osaka - 2:29.57
- 2004:  marathon van Nagoya - 2:24.47
- 2005:  marathon van Nagoya - 2:24.25
- 2005: 10e WK - 2:26.29
- 2008: 6e marathon van Nagoya - 2:29.03
- 2008: 8e marathon van Honolulu - 2:57.44
- 2010: 7e marathon van Honolulu - 2:57.20

### veldlopen
- 2006: 25e WK (lange afstand) - 26.51